# Нагаї Кенсуке
Кенсуке Нагаї (яп. 永井 謙佑, нар. 5 березня 1989, Фукуяма) — японський футболіст, нападник клубу «Нагоя Грампус».
Виступав за ряд японських клубів та бельгійський «Стандард» (Льєж), а також національну збірну Японії.

## Клубна кар'єра
Народився 5 березня 1989 року в місті Фукуяма. Вихованець юнацьких команд «Каліл Теніс Клаб» та «Ісеїгаока Бойз». В подальшому грав у футбол Середній школі Асакави, Вищій школі Кюсю та Університеті Фукуоки.
У дорослому футболі дебютував 2009 року виступами за команду «Авіспа Фукуока», де провів сезон у другому дивізіоні Джей-ліги, взявши участь лише у 5 матчах. Наступний сезон Нагаї розпочав вже в елітному дивізіоні, виступаючи за «Віссел Кобе».
Своєю грою за останню команду привернув увагу представників тренерського штабу клубу «Нагоя Грампус», до складу якого приєднався на початку 2010 року. Відіграв за команду з Нагої наступні три сезони своєї ігрової кар'єри. Більшість часу, проведеного у складі «Нагоя Грампус», був основним гравцем атакувальної ланки команди.
В січні 2013 року уклав контракт з бельгійським «Стандардом» (Льєж), у складі не зімів закріпитись, зігравши до кінця сезону лише 3 матчі у чемпіонаті, після чого був відданий в оренду назад до клубу «Нагоя Грампус». На початку 2015 року японський клуб повністю викупив назад трансфер гравця. Відтоді встиг відіграти за команду з Нагої 52 матчі в національному чемпіонаті.

## Виступи за збірні
Протягом 2007—2012 років залучався до складу молодіжної збірної Японії. На молодіжному рівні зіграв у 42 офіційних матчах, забив 19 голів.
6 січня 2010 року дебютував в офіційних матчах у складі національної збірної Японії. Наразі провів у формі головної команди країни 6 матчів.

## Статистика виступів у національній збірній
| Збірна Японії | Збірна Японії | Збірна Японії |
| Роки          | Ігри          | голи          |
| ------------- | ------------- | ------------- |
| 2010          | 1             | 0             |
| 2011          | 0             | 0             |
| 2012          | 0             | 0             |
| 2013          | 0             | 0             |
| 2014          | 0             | 0             |
| 2015          | 5             | 0             |
| Усього        | 6             | 0             |

## Досягнення

### Командні
- Володар Суперкубка Японії: 2010
- Володар Кубка Джей-ліги: 2020

Збірні
- Переможець Азійських ігор: 2010

### Індивідуальні
- Найкращий бомбардир юнацького (U-19) чемпіонату Азії: 2008 (4 голи)
- Найкращий бомбардир футбольного турніру Універсіади: 2009 (7 голів)
- Найкращий бомбардир футбольного турніру Азійських ігор: 2010 (5 голів)